# Condado de Becker
El condado de Becker (en inglés: Becker County) es un condado en el estado estadounidense de Minnesota. En el censo de 2000 el condado tenía una población de 30.000 habitantes. La sede de condado es Detroit Lakes. El condado fue fundado el 18 de marzo de 1858 y fue nombrado en honor a George Loomis Becker, un abogado y político de Minnesota.

## Geografía
Según la Oficina del Censo, el condado tiene un área total de 3.743 km² (1.445 sq mi), de la cual 3.394 km² (1.310 sq mi) es tierra y 349 km² (135 sq mi) (9,32%) es agua.

### Condados adyacentes
- Condado de Mahnomen (norte)
- Condado de Clearwater (noreste)
- Condado de Hubbard (noreste)
- Condado de Wadena (sureste)
- Condado de Otter Tail (sur)
- Condado de Clay (oeste)
- Condado de Norman (noroeste)

### Áreas protegidas nacionales
- Hamden Slough National Wildlife Refuge
- Tamarac National Wildlife Refuge

## Autopistas importantes
- U.S. Route 10
- U.S. Route 59
- Ruta estatal de Minnesota 34
- Ruta estatal de Minnesota 87
- Ruta estatal de Minnesota 113
- Ruta estatal de Minnesota 224
- Ruta estatal de Minnesota 225

## Demografía
En el  censo de 2000, hubo 30.000 personas, 11.844 hogares y 8.184 familias residiendo en el condado. La densidad poblacional era de 23 personas por milla cuadrada (9/km²). En el 2000 había 16.612 unidades habitacionales en una densidad de 13 por milla cuadrada (5/km²). La demografía del condado era de 89,35% blancos, 0,19% afroamericanos, 7,52% amerindios, 0,36% asiáticos, 0,01% isleños del Pacífico, 0,24% de otras razas y 2,32% de dos o más razas. 0,77% de la población era de origen hispano o latino de cualquier raza. 
La renta promedio para un hogar del condado era de $34.797 y el ingreso promedio para una familia era de $41.807. En 2000 los hombres tenían un ingreso medio de $29.641 versus $20.693 para las mujeres. La renta per cápita para el condado era de $17.085 y el 12,20% de la población estaba bajo el umbral de pobreza nacional.

## Localidades

### Ciudades y pueblos
| - Audubon - Callaway - Detroit Lakes | - Elbow Lake - Frazee - Lake Park | - Oak Lake - Ogema - Osage - Pine Point | - Ponsford - Richwood - Rochert | - Snellman - White Earth - Wolf Lake |

### Municipios
| - Municipio de Atlanta - Municipio de Audubon - Municipio de Burlington - Municipio de Callaway - Municipio de Carsonville - Municipio de Cormorant - Municipio de Cuba - Municipio de Detroit - Municipio de Eagle View - Municipio de Erie - Municipio de Evergreen - Municipio de Forest | - Municipio de Green Valley - Municipio de Hamden - Municipio de Height of Land - Municipio de Holmesville - Municipio de Lake Eunice - Municipio de Lake Park - Municipio de Lake View - Municipio de Maple Grove - Municipio de Osage - Municipio de Pine Point - Municipio de Riceville - Municipio de Richwood | - Municipio de Runeberg - Municipio de Savannah - Municipio de Shell Lake - Municipio de Silver Leaf - Municipio de Spring Creek - Municipio de Spruce Grove - Municipio de Sugar Bush - Municipio de Toad Lake - Municipio de Two Inlets - Municipio de Walworth - Municipio de White Earth - Municipio de Wolf Lake |